# Дајк (сленг)
Дајк је сленг израз, који се користи као именица која значи лезбијка и као придев који описује ствари повезане са лезбијством. Настао је као хомофобна и мизогина увреда за мушку, мушкобањасту или андрогину девојку или жену. Пежоративна употреба речи и даље постоји, али су многе лезбијке поново „присвојиле израз дајк” да имплицира асертивност и чврстину.

## Порекло и историјска употреба
Порекло израза дајк је нејасан и предложене су многе теорије. Већина етимолошких извора тврди да је дајк изведен из булдајка, који има слично значење. Појам се први пут појављује у чланку из августа 1921. у часопису Medical Review of Reviews под насловом „The Fairy and the Lady Lover”. У овом чланку, Пери М. Лихтенштајн, затворски лекар у Њујорку, извештава о случају затворенице коју је прегледао: „Она је изјавила да се препустила пракси бул дајкинга (енг. bull dyking), како га је она назвала. Била је затвореник у једном од поправних домова и тамо се извесна млада жена заљубила у њу.” Облици „булдикер” и „булдикинг” се појављују касније у Харлем Ренесанс романима касних 1920-их, укључујући и романе Ерик Д. Валронда из 1926. „Тропска смрт”, Карл Ван Вехтена из 1926. „Црначки рај”, и Клод МекКеја из 1928. „Дом у Харлему” Оксфордски речник бележи прву потврду као амерички тезаурус сленга Берија и Ван ден Барка из 1942. године, у којем је булдикер наведен као синоним за лезбијку.
Етимологија „булдајка” је такође нејасна. То може бити повезано са сленг-употребом речи „dike” крајем 19. века за вулву. Bull (бик) се користи као опис за „мушко” и „агресивно”. Друге теорије говоре да је „булдајк” био термин за пастуве и првобитно се примењивао на сексуално успешне мушкарце; или да дијалектички води порекло од имена бунтовне келтске краљице Будике.
Од средине 19. века до почетка 20. века, дајк је био амерички жаргон за добро обученог мушкарца, указујући на то да је младић био у најбољој одећи и спреман за провод у граду. Етимологија тог израза је такође нејасна, али је можда настала као вирџинијска варијанта сличних термина.
Педесетих година прошлог века реч дајк је коришћена као погрдан израз за лезбијке од стране стрејт људи, али су је користиле и лезбијке вишег друштвеног статуса да идентификују грубе лезбијке.
У студији из 1970. године, Јулија Стенли је теоретизовала да извор ових различитих дефиниција потиче од родно одређених поддијалеката. Хомосексуалност у Америци је „субкултура са својим језиком”. Као таква, њени чланови развијају посебан речник. Раније су мушки хомосексуалци дефинисали дајк као лезбијку без икаквих одступања. Бул дајк је такође дефинисан као лезбијка без икаквих разлика. За хомосексуалне жене из заједнице, међутим, дајк је мушкарача, лако препознатљива лезбијка. Бул дајк је служио као продужетак овог појма, уз додатак да је описана лезбијка гадна, одвратно агресивна и претерано демонстративна према својој мржњи према мушкарцима.
Сузан Кранц је 1995. предложила етимологију булдајка од изведеница средњеенглеских пежоратива за бика и пенис (енг. „bull” и „dick”) (Фармер и Хенлеи 1891). Према томе, могуће порекло за маскулизовану лезбијку води од енглеског жаргоа „bulldicker” који би могао посебно значити „лажни пенис”, означавајући тиме „лажног мушкарца”. Даља нагађања говоре о синонимном изразу „bulldagger”, где „dagger” алудира на мушке гениталије и бика које такође упућује на то да је нешто лажно.

## Повећање прихватања
Године 1969. људи у геј заједници почели су да марширају улицама тражећи грађанска права . Изрази као што су дајк и педер коришћени су за идентификацију људи као политичких активиста геј заједнице. За то време, дајк као термин се односио на жену посвећену револуцији. Талас феминизма у лезбијској заједници довео је до сепаратизма, који је нагласио да лезбијке треба да сматрају да су одвојене од мушкараца, њихових идеја и покрета.
Године 1971. песма „Психоанализа Едварда Дајка” ауторке Џуди Гран објављена је у издању Женског новинарског колектива. Ова употреба речи дајк оснажила је лезбијску заједницу јер се до сада користила само као осуда. Због излагања те речи јавности, лезбијска заједница је 1970-их присвојила термин дајк. 
Значење дајк се временом позитивно променило. Већина чланова заједнице избацила је додатак „бул” из израза да би га користила као позитиван идентификатор онога ко показује чврстину, или као једноставан, општи израз за све лезбијке. Ова скраћеница не носи негативне конотације целе фразе као раније. Научница Паула Бланк, у чланку из 2011. године о лезбијској етимологији, позвала је на преузимање права над лезбијским и сличним речима.
Крајем 20. и почетком 21. века, многе лезбијке су тврдиле да је израз дајк израз поноса и оснаживања. Алисон Бекдел, ауторка стрипа „Dikes to Watch Out For” (1983–2008) рекла је да је употреба израза „језички активизам”. Стрип приказује животе лезбијске заједнице и једна је од најранијих репрезентација лезбијки у популарној култури. Сматрао се важним за нове генерације лезбијки попут романа „Rubyfruit jungle” (1973) Рите Мej Браун и „Кинфликс” (1976) Лисе Алтхер.
У свом чланку из 2011. године „The Only Dikey One”, Луси Џоунс тврди да је разматрање лезбијске културе језгро разумевања изградње лезбијског идентитета. Ствари су дошле до изражаја када је Канцеларија за патенте и жигове Сједињених Држава ускратила лезбијској мотоциклистичкој групи „Дајкс он бајкс” заштитни знак за своје име, с образложењем да је дајк увредљив и омаловажавајући лезбијке. Међутим, мишљење је накнадно промењенео те је дозвољено групи да региструје своје име након што су се адвокати жалили и доставили стотине страница да покажу да жаргонска реч не омаловажава лезбијке на начин на који се то некада чинило. Дана 8. децембра 2005, „Дајкс он бајкс” група је добила случај и стекла међународно признање за вођење параде поноса у Сан Франциску.

### Фејсбук контроверза
У јуну 2017. Фејсбук је цензурирао употребу речи дајк на својој веб страници као увредљив садржај. Ова одлука је резултирала протестном петицијом на сајту Change.org коју је креирао колектив „Слушајмо лезбијке” (енг. Listening 2 Lesbians), а коју је потписало 7.247 присталица.

## Дајк марш
Дајк маршеви постали су популарни исто као и геј параде широм земље у Сједињеним Државама и Канади. Они су генерално некомерцијални, у оштрој супротности са догађајима поноса које спонзоришу корпорације, а у некима учествују бисексуалне и транс жене. Мисија Бостонског дајк марша је, на пример, да обезбеди динамичан и гостољубив простор за учеснике свих сексуалности, полова, раса, узраста, етничке припадности, величине, економског порекла и физичких способности. Маршеви се такође одржавају у неколико европских градова. Први дајк марш у Великој Британији одржан је у Лондону 2012. У Немачкој је 2013. године основан годишњи „Дајк марш Берлин”. У Мексику, „Marcha Lésbica” (лезбијски марш) основан је у марту 2003. године и одржава се сваке две године у Мексико Ситију.

Дајк бар је сваки бар или клуб који посећују лезбијке и сматра се сленгом у речнику ЛГБТ заједнице. Постојање званичних дајк барова или лезбијских барова у Сједињеним Државама се изузетно смањило у последњих 40 година. Осамдесетих година постојало је око 200 лезбијских барова, а 2021. године сматра се да их је 16. Пандемија ЦОВИД-19 допринела је затварању дајк барова, а недостатак посла спречио је власнике барова да плаћају кирију, погоршавајући већ постојећи пад лезбијских простора. Док геј барови и родно укључујући ЛГБТ барови постоје широм Сједињених Држава, простори намењени лезбијкама су много ређи и њихово присуство се стално смањује.
- Алисон Бечдел, ауторка стрипа „Dykes to Watch Out For”
- Дајк на мотору на Паради поноса у Њујорку (2007)
- Дајк марш, Вашингтон (2019)